# 喀什教育学院
喀什教育学院是位于中华人民共和国新疆维吾尔自治区喀什地区的一所公办成人高等学校，占地面积2.4万平方米，建筑面积为1.1万平方米。

## 历史沿革
- 1960年，喀什专区函授师范成立。
- 1973年，喀什专区函授师范重组为喀什地区中小学教师进修部。
- 1980年，喀什地区中小学教师进修部改名为喀什地区教师进修学院。
- 1984年，喀什地区教师进修学院改名为喀什教育学院。